# Podgora (Šmartno ob Paki)
Podgora is een plaats in Slovenië en maakt deel uit van de gemeente Šmartno ob Paki in de NUTS-3-regio. De plaats telde 194 inwoners op 1 januari 2020.